# Суйкі-Парцель
Суйкі-Парцель (пол. Sójki-Parcel) — село в Польщі, у гміні Стшельці Кутновського повіту Лодзинського воєводства.
У 1975-1998 роках село належало до Плоцького воєводства.